# Trượt băng nằm sấp tại Thế vận hội Mùa đông 2006
Skeleton tại Thế vận hội Mùa đông 2006 được tổ chức tại Cesana Pariol của thị trấn Cesana (gần Torino). Các nữ vận động viên thi đua trong ngày 16 tháng 2 trong khi các nam vận động viên thi đua trong ngày 17 tháng 2 năm 2006.

## Bảng huy chương
|   | Quốc gia  | Vàng | Bạc | Đồng | Tổng |
| - | --------- | ---- | --- | ---- | ---- |
| 1 | Canada    | 1    | 1   | 1    | 3    |
| 2 | Thụy Sĩ   | 1    | 0   | 1    | 2    |
| 3 | Anh       | 0    | 1   | 0    | 1    |
|   | Tổng cộng | 2    | 2   | 2    | 6    |

|    | Huy chương | Vận động viên              | Thời giờ |
| -- | ---------- | -------------------------- | -------- |
| 1  | Vàng       | Duff Gibson (Canada)       | 1:55,88  |
| 2  | Bạc        | Jeff Pain (Canada)         | 1:56,14  |
| 3  | Đồng       | Gregor Stähli (Thụy Sĩ)    | 1:56,80  |
| 4  |            | Paul Boehm (Canada)        | 1:57,06  |
| 5  |            | Kristan Bromley (Anh)      | 1:57,10  |
| 6  |            | Eric Bernotas (Hoa Kỳ)     | 1:57,19  |
| 7  |            | Martins Dukurs (Latvia)    | 1:57,39  |
| 8  |            | Adam Pengilly (Anh)        | 1:57,46  |
| 9  |            | Sebastian Haupt (Đức)      | 1:57,58  |
| 10 |            | Ben Sandford (New Zealand) | 1:57,76  |

|    | Huy chương | Vận động viên                           | Thời giờ |
| -- | ---------- | --------------------------------------- | -------- |
| 1  | Vàng       | Maya Pedersen-Bieri (Thụy Sĩ)           | 1:59,83  |
| 2  | Bạc        | Shelley Rudman (Anh)                    | 2:01,06  |
| 3  | Đồng       | Mellisa Hollingsworth-Richards (Canada) | 2:01,41  |
| 4  |            | Diana Sartor (Đức)                      | 2:01,69  |
| 5  |            | Costanza Zanoletti (Ý)                  | 2:02,17  |
| 6  |            | Katie Uhlaender (Hoa Kỳ)                | 2:02,30  |
| 7  |            | Tanja Morel (Thụy Sĩ)                   | 2:02,50  |
| 8  |            | Anja Huber (Đức)                        | 2:02,56  |
| 9  |            | Desiree Bjerke (Na Uy)                  | 2:02,62  |
| 10 |            | Lindsay Alcock (Canada)                 | 2:02,85  |